# 漫画喫茶

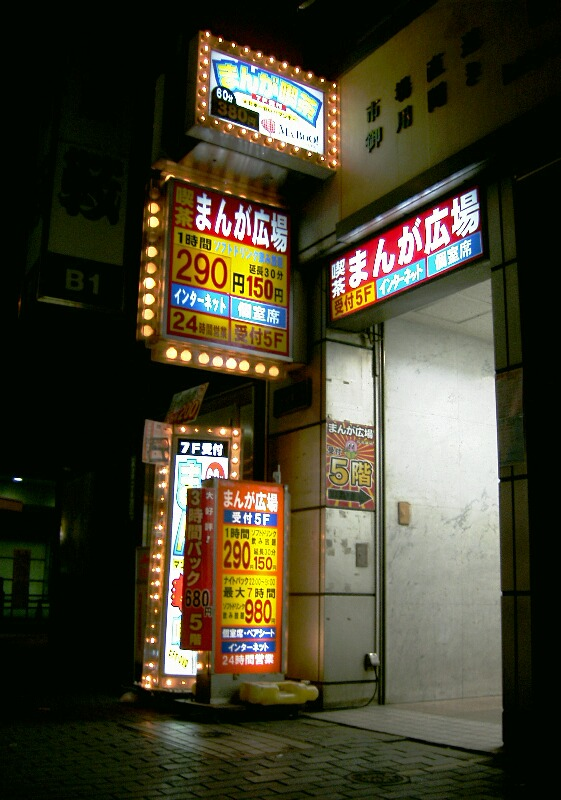
漫画喫茶店舗例（日本・東京都豊島区）

漫画喫茶、まんが喫茶、マンガ喫茶（まんがきっさ）とは、漫画を多数揃えた喫茶店。また、そこから発展した漫画の閲覧などの娯楽サービスを有料で提供する施設を言う。略称は漫喫（まんきつ）やマンキなど。インターネットカフェと同義で使われることが多いがこちらは漫画が置いてあることが前提である。

## 概要
通常の喫茶店が客の飲食や喫茶、待合わせの場を提供するのが主であるのに対し、漫画喫茶は漫画などの娯楽サービスを提供することを目的としている。漫画喫茶発祥の地は、名古屋市名東区でかつて営業していた「ザ・マガジン」が元祖といわれている
一般に料金体系は時間制で、基本料金（1時間数百円）+延長料金を退店時に精算するシステムになっている。

## サービス
一般的には図書館や書店並みの規模の書棚を備えていて、数多くの漫画や雑誌、新聞が閲覧できる。店によっては、ドリンクバーや喫茶、テレビゲーム機、インターネットアクセスができるパソコン、テレビ、DVDなどのサービスも提供しているところが多い。
大規模店では、軽食、個人用ブース、ペアシートブース、ファミリーブース、仮眠スペース、ダーツ、ビリヤード、卓球、シャワー、サウナ、マッサージ機、日焼けマシーン等を備えているところもある。
大都市においては深夜営業を行う店舗も増えている。そういった店舗では、カプセルホテルより安価であることから、簡易宿泊所として終電に間に合わなかった人が始発を待つ間の仮眠に利用する場合もある。2000年代後半頃からは日雇い派遣で生計を立てるフリーター（ワーキングプア）の仮住まい（一時避難所）として利用されていることも多くネットカフェ難民とも呼ばれる。

## 著作権法との関係
漫画は著作物であり、漫画喫茶の経営については漫画というコンテンツの提供機能と喫茶店としてのアメニティサービスの提供機能の双方を有しており、近年、漫画喫茶の蔵書数の増大にしたがって前者の機能が極めて強くなっている。
そのため、21世紀のコミック作家の著作権を考える会のように一部の漫画著作者の中には、漫画喫茶について、中古漫画書籍の流通と同様に新刊漫画の売れ行きに悪影響を及ぼし、漫画の著作権が正しく保護されていないと主張する団体も現れている。
音楽レコード等の著作者には著作権法上、著作物について1984年改正法では新たに「貸与権」（著作権法26条の3：著作物を営利目的で不特定多数者に貸与する権利）が与えられており、レンタルショップからJASRACを通じて著作権者への貸与権料還元が実現している。しかし、漫画については当時の貸本業界からの反発もあり「書籍等の貸与についての経過措置」が同時に設けられ、附則4条の2で「書籍又は雑誌（主として楽譜により構成されているものを除く）の貸与による場合には、当分の間、適用しない」として漫画には貸与権が与えられなかったが、2004年の法改正（2005年1月1日施行）で、この附則は廃止された。

## 風営法の問題
漫画喫茶の個室営業について、警察庁が「風営法の許可がない場合は違法」として2011年4月、全国の警察本部に指導を強めるよう指示している。